# Dendrochronologie

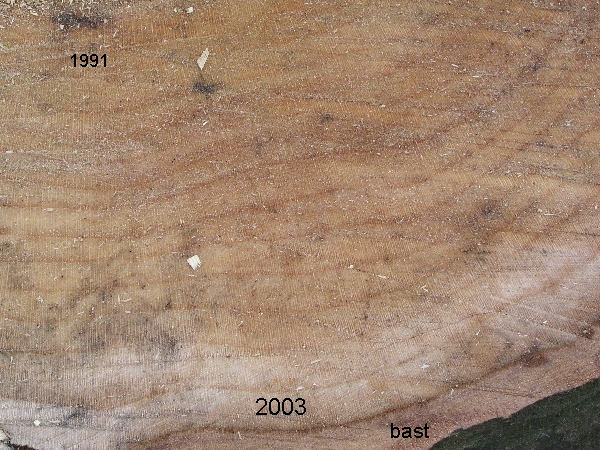
Jaarringen in omgezaagde plataan

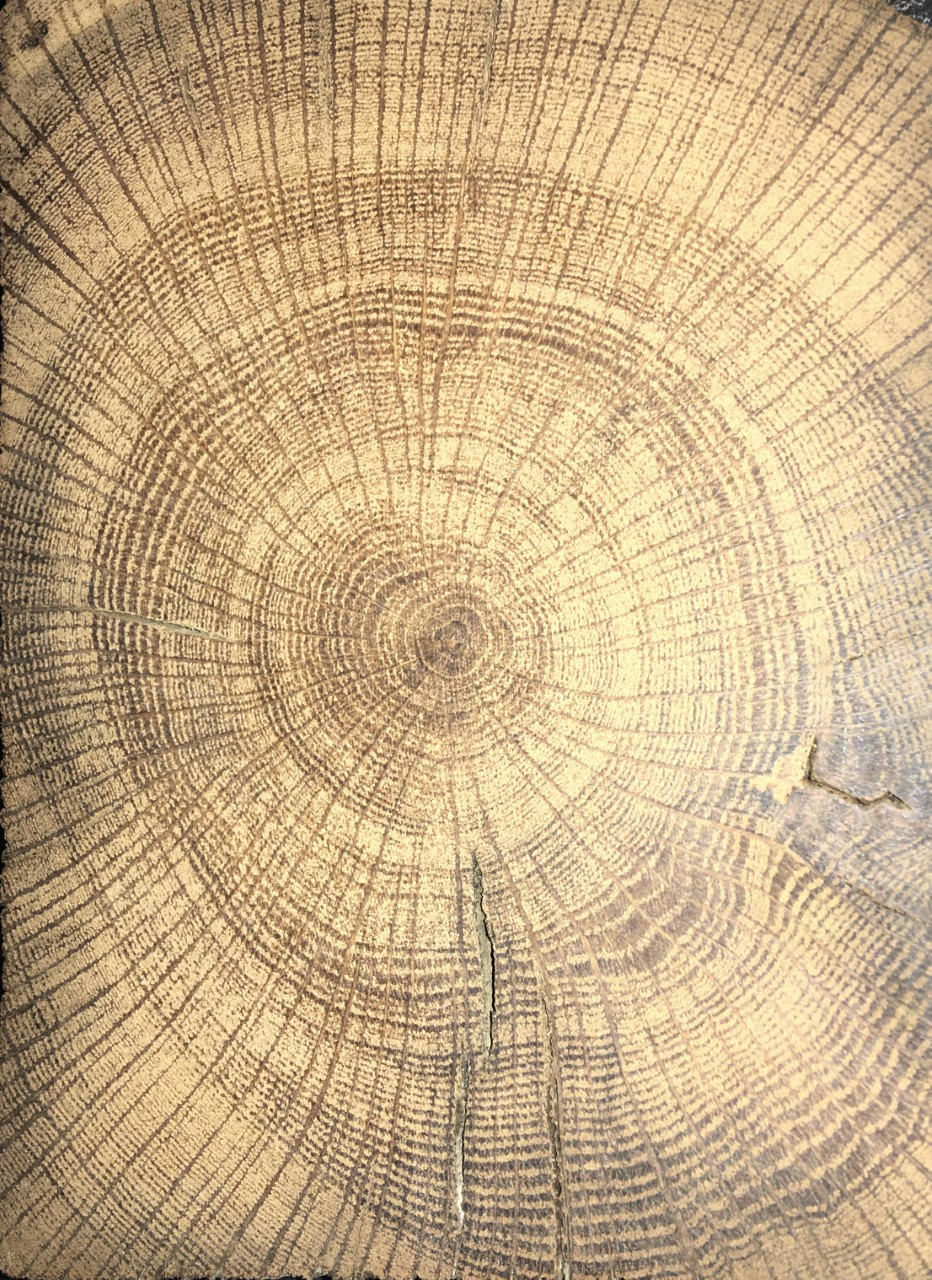
Zomereik met zeer fijne jaarringen

Dendrochronologie of jaarring(en)onderzoek is de wetenschapsdiscipline die zich bezighoudt met het dateren van houten voorwerpen of archeologische vondsten aan de hand van in de voorwerpen herkenbare groeiringen.

## Groeiringen
Bomen in een gematigd klimaat groeien maar een deel van het jaar: in de winter vindt geen groei plaats. In het begin van het groeiseizoen groeit de boom snel en hebben de gevormde cellen van het hout een relatief grote diameter. Dit heeft vooral te maken met de noodzaak om snel veel water te kunnen transporteren. Naarmate het seizoen vordert, vormt de boom houtcellen met een kleinere diameter en een dikkere wand. Het hout uit het begin van het seizoen is anders van kleur dan het later gegroeide hout. Als gevolg hiervan is op de doorsnee van een stam een lijnenpatroon van concentrische groeiringen zichtbaar. Men spreekt van jaarringen wanneer er jaarlijks een groeiring gevormd wordt, zoals in de gematigde streken het geval is.

## Techniek

### Leeftijd van een boom

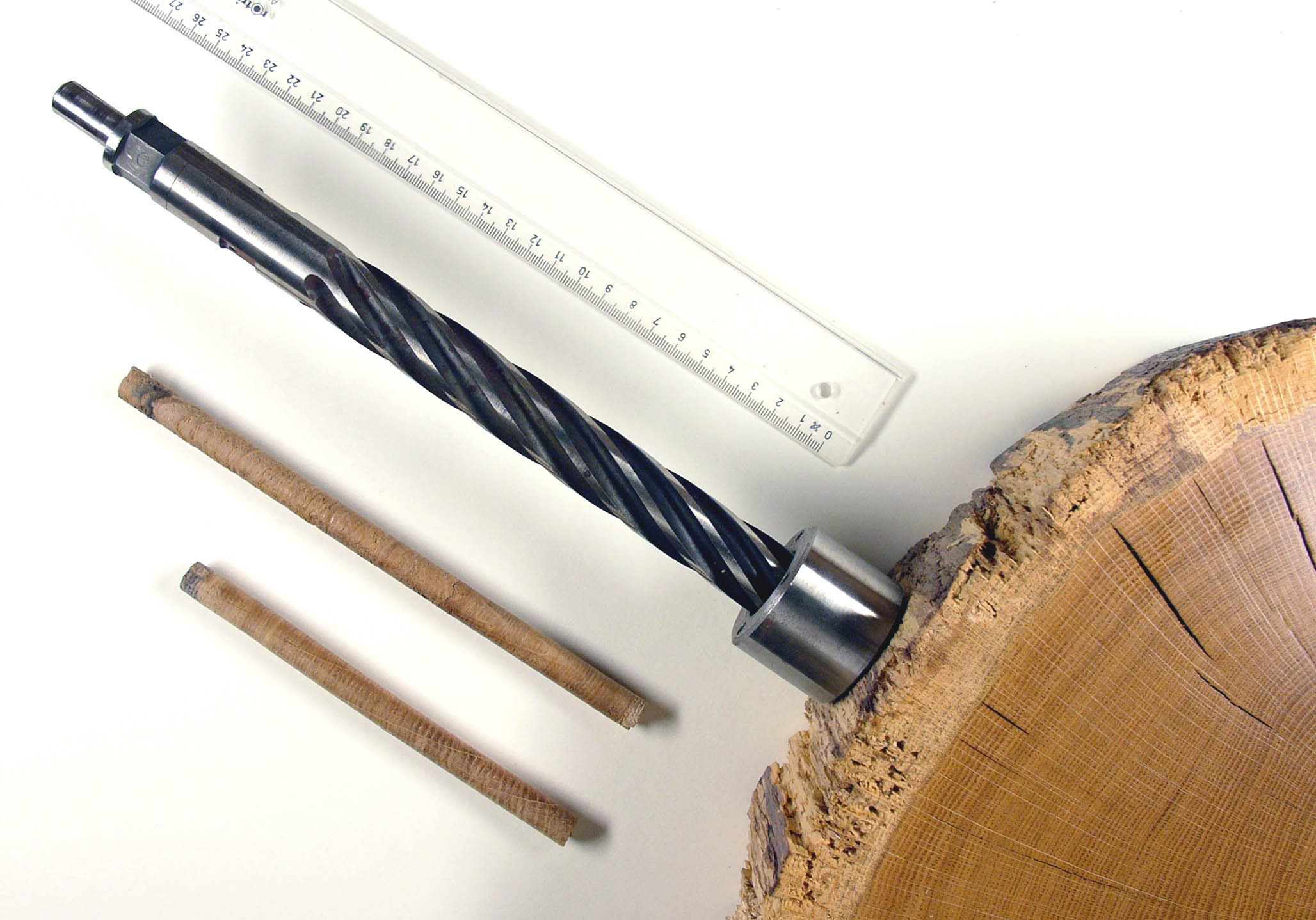
Houtboor met twee uitgeboorde kernen voor het verrichten van dendrochronologisch onderzoek.

De aanwezigheid van groeiringen maakt het mogelijk de leeftijd van een omgezaagde boom te bepalen, door het aantal ringen tussen de rand en het centrum te tellen. Voor het bestuderen van de groeiringen is het overigens niet noodzakelijk dat de boom omgezaagd wordt. Met een speciale houtboor kan een boorkern uit een boom gehaald worden, waardoor men ook de ouderdom van een levende boom kan bepalen.

### Karakteristieke jaarringpatronen
Dendrochronologie berust op het verschijnsel dat bomen in droge en natte jaren, of in koude en warme, ringen van een verschillende breedte vormen. In de loop van de jaren ontstaat er in het hout daardoor een patroon van dikkere en dunnere jaarringen. Dit patroon kan worden vastgesteld door een doorsnee van het hout onder de microscoop te leggen en de breedte van iedere jaarring nauwkeurig op te meten. Bomen worden in een bepaalde regio aan overeenkomstige klimaatomstandigheden blootgesteld, en als ze tot dezelfde soort behoren reageren ze daar op vergelijkbare manier op, zodat bij deze bomen de opeenvolging van dikkere en dunnere jaarringen in grote lijnen overeenkomt. Hierbij is wel de nodige voorzichtigheid gewenst: in bepaalde situaties kan een boom een afwijkend ringpatroon vertonen, bijvoorbeeld als gevolg van de plaatselijke bodemgesteldheid of het optreden van een plaatselijke bosbrand.

### Datering van houtmonsters
Door vervolgens het jaarringpatroon van een oud stuk hout te vergelijken met dat van een oude boom van bekende leeftijd (bijvoorbeeld een boorkernmonster uit een zeer oude, nog levende boom), kan men het exacte tijdvak bepalen waarin het onbekende stuk hout is gegroeid. Wanneer dat stuk hout daarnaast ook nog jaarringen vertoont die ouder zijn dan het bekende stuk, kan men de dateringskalender uitbreiden naar een vroegere periode. Door steeds oudere stukken hout te gebruiken, die deels overlappen met de bekende reeks en deels van een oudere datum zijn, kan men de tijdreeks uitbreiden naar steeds vroegere tijden. Als er maar genoeg hout van verschillende leeftijden vergeleken wordt (een bron van zulk oud hout is bijvoorbeeld een in een veenmoeras opgegraven stam), kan zo een kalender geconstrueerd worden die in de tijd (veel) verder teruggaat dan de oudste nog levende bomen in een gebied. Voor Nederland zijn op deze wijze reeksen geconstrueerd die, afhankelijk van de boomsoort, datering mogelijk maken tot achtduizend jaar geleden. De langste referentiereeks betreft die van de eik in Zuid-Duitsland en beslaat een periode die teruggaat tot het einde van de laatste ijstijd (ca. 12.500 jaar geleden).

### Gebruikmaking van zuurstofisotopen
Om een betrouwbare overlap te vinden met de referentiekalender moet het houtmonster minimaal 60 groeiringen omvatten. Een houtmonster met minder jaarringen kan men niet betrouwbaar dateren. De ouderdomsbepaling wordt ook bemoeilijkt wanneer het hout gegroeid is in klimatologische omstandigheden die weinig verschilden van jaar tot jaar, zodat de reeks weinig uitgesproken karakteristieken vertoont. Ten slotte wordt de vergelijking met de historische reeks verstoord wanneer de bomen waarvan het hout afkomstig is in bepaalde jaren een ziekte hebben doorgemaakt of sterk zijn gesnoeid, waardoor hun aangroei in die jaren sterk afwijkt van andere bomen in hetzelfde gebied. In al deze gevallen kan men de chemische samenstelling van het hout in de verschillende groeiringen bij de datering betrekken. Zo wordt de gevoeligheid van de dateringsmethode sterk verhoogd door gebruik te maken van de verhouding tussen de stabiele zuurstofisotopen 18O en 16O in de verschillende groeiringen, die varieert naargelang van de neerslag in het groeiseizoen.

### Tropen
Het toepassen van dendrochronologie op hout van tropische origine is een vakgebied in opkomst. Jaarringen ontstaan in de tropen bijvoorbeeld bij jaarlijks terugkerende perioden van droogte of overstroming. Bij meer dan 170 tropische en subtropische houtige soorten zijn jaarringen aangetroffen.

## Toepassingen
De dendrochronologie heeft verscheidene toepassingen. Zo  kon van een aantal toeschrijvingen van schilderijen aan oude meesters worden aangetoond dat ze onjuist waren, omdat de boom, waaruit het paneel gezaagd was waarop het schilderij was gemaakt, pas na het overlijden van de schilder bleek te zijn geveld. Een voorbeeld hiervan is het schilderij De bruiloft in Kana, dat lange tijd werd toegeschreven aan Jheronimus Bosch. Tegenwoordig gaat men ervan uit dat het een kopie betreft naar een verloren gegaan werk van Bosch.
Ook bij muziekinstrumenten uit de violen-familie wordt deze techniek toegepast. Niet alleen kan men de zogenaamde terminus post quem, de vroegst mogelijke bouwdatum van het instrument, bepalen, maar ook kan men inzicht verkrijgen in de houthandel en het gebruik van hout in verschillende werkplaatsen. Een voorbeeld is de ontdekking dat de duurste Stradivarius-viool, de Messiah, uit dezelfde stam gemaakt is als een viool gebouwd door Pietro Giacomo Rogeri.
Bij archeologische opgravingen worden vaak stukken hout aangetroffen. Indien deze stukken hout voldoende ringen (meer dan 60) hebben kunnen deze met behulp van dendrochronologie gedateerd worden. Hierdoor is het mogelijk om de kap van bomen voor de bouw van bijvoorbeeld een beschoeiing, waterput of gebouw tot op het jaar nauwkeurig te dateren.
Dendrochronologie wordt ook toegepast bij bouwhistorisch onderzoek van gebouwen om bijvoorbeeld een kapconstructie te dateren. Wanneer monsters van verschillende bouwdelen worden onderzocht kan men deze methode ook gebruiken om verschillende bouwfases van elkaar te onderscheiden.
Dendrochronologisch onderzoek kan ook gebruikt worden om de herkomst van hout te benaderen. Jaarringpatronen uit dezelfde regio vertonen vaak een vergelijkbaar patroon. Hierdoor is het mogelijk om statistisch het meest aannemelijke herkomstgebied te bepalen. Hout dat gebruikt is voor de Romeinse weg langs de limes bleek afkomstig uit een gebied 100 kilometer naar het zuiden, tussen Rijn en Maas.  In de historische tijd zijn er veel voorbeelden die aantonen dat veel hout uit het Baltische gebied afkomstig was.
Dendrochronologische vondsten zijn ook gebruikt om ijkpunten voor de datering met koolstof-14 te verkrijgen.

## Dendroklimatologie
Groeiringen worden ook gebruikt om klimatologische omstandigheden in het verleden te bestuderen en een vergelijking met het huidige klimaat mogelijk te maken. Deze toepassing wordt dendroklimatologie genoemd. Afgaande op beschikbare neerslagmetingen beleefde Californië in 2015 bijvoorbeeld de grootste droogte jaar in 80 jaar. Door de jaarring van 2015 te vergelijken met historische gegevens bleek echter dat Californië al 500 jaar geen droogte van deze omvang meer had meegemaakt.